# Teste de paternidade
O teste de paternidade de DNA é uma metodologia molecular utilizada para determinar se dois indivíduos possuem vínculo biológico ou não, comparando as sequências de DNA (alelos) entre eles. Pode ser utilizado como prova legal para reivindicações de herança, direitos paternos, benefícios sociais e outras circunstâncias que necessitam de uma prova de parentesco.
Contudo nem todos os testes de paternidade são aceitos no sistema jurídico, isto porque a colheita de ADN deve obedecer a padrões restritos e a uma custódia documental. Logo, as colheitas de ADN que são efetudas em casa, a partir de Kits de ADN, esses exames não tem validade Jurídica.
Para os testes de paternidade terem validade jurídica devem de obedecer a rigorosos procedimentos de colheita e transporte de amostras. Os testes de paternidade com valor legal devem respeitar, sobretudo, as leis de cada país, não é possível executar um teste de paternidade com validade em qualquer parte do mundo, mas é possível dividir em duas grandes partes: Certificações AABB, ISO17025 e CLIA permite a entrega dos exames nas embaixadas por exemplo dos E.U.A., Canadá, Austrália, Reino Unido e maioria dos países Europeus.
Relativamente à ciência envolvida no exame de paternidade.
Quando uma criança nasce herda 50% do ADN da sua mãe e 50% do ADN do seu pai. Os 50% que herda do pai é uma mistura de todo o ADN do pai (ex: se o pai tem 40 marcadores genéticos a criança herda aleatoriamente 20 marcadores genéticos desses 40, por isso, é que os irmãos são diferentes, porque cada um herdou um conjunto aleatório de 20 dos 40 marcadores do pai, o mesmo se passa com a mãe são herdados 20 marcadores aleatórios). 
Antigamente, antes da existência do ADN, eram utilizados outros métodos para aferição da paternidade, como a cor dos olhos, tipo de sangue e lóbulo da orelha. Existem calculadoras online que fazem estes cálculos de paternidade , contudo, este cálculo nunca substituí um exame de paternidade.

## Marcador genético

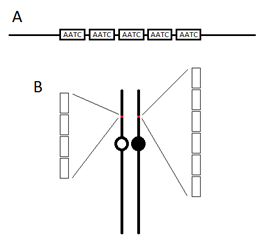
Figura 1: A) Representação de STR em um segmento de DNA. B) Representação de um loci gênico (vermelho) heterozigoto mostrando diferentes perfis alélicos para um STR.

Um marcador genético é qualquer variação na sequência do DNA de um ser vivo que o diferencie de outro indivíduo - ou grupo de indivíduos - ou que permita a identificação de uma característica específica inerente a ele. Podem ser utilizados com diversas aplicabilidades, como a caracterização de doenças genéticas e novos medicamentos, e também para a identificação de indivíduos, com grande utilidade para a genética forense e testes de paternidade. 
A matéria-prima da variabilidade genética é a ocorrência de mutações. Estas, ao se perpetuarem com frequência acima de 1% na população, passam a ser reconhecidas como polimorfismos genéticos. Alguns polimorfismos podem ser utilizados como marcadores e os STR (short tandem repeat), ou microssatélites, são os mais comumente aplicados em testes de paternidade por DNA.
Os STR são formados por pequenos motivos (de 1 a 8 nucleotídeos) repetidos sequencialmente e são encontrados em regiões não codificantes por todo o genoma. Estes marcadores apresentam alta variabilidade, determinada tanto pelo motivo a ser repetido quanto pela quantidade de vezes em que aparece.
Desta forma, como cada indivíduo recebe um alelo do pai e o outro da mãe, a comparação entre loci hipervariáveis da pessoa analisada com os do suposto pai e confirmados com os herdados da mãe, é uma forma altamente discriminatória de determinar se há vínculo genético entre eles ou não. 
Contudo e apesar de haver uma forma altamente discriminatória, na execução do exame de paternidade é sempre preciso garantir um número minimo de marcadores genéticos, quantos mais marcadores genéticos mais confiável é o exame de paternidade. 
Centenas de loci STR já foram identificados e, atualmente, utilizam-se sistemas comerciais formados por conjuntos de marcadores (CODIS, NGM, IDENTIFILER, entre outros) específicos para identificação humana que apresentam um alto grau de certeza.

## Metodologia
Todas as células do corpo de um indivíduo possuem a mesma informação genética. Desta forma, o DNA pode ser obtido de praticamente todas as fontes de tecido humano, sendo as mais frequentes para este tipo de teste o sangue e a mucosa oral.

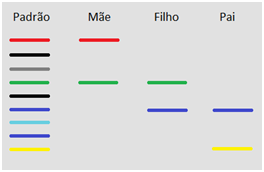
Figura 2: esquema de teste de paternidade para um locus. A criança recebeu o alelo marcado em verde da mãe e o marcado em azul do pai.

Depois de feita a coleta do material biológico, é preciso extrair o DNA das células e quantificá-lo para saber se há quantidade suficiente para amplificação. Em seguida, inicia-se a amplificação por PCR (polimerase chainreaction) com oligonucleotídeos específicos que flanqueiem o STR. Mais especificamente, é realizada técnica de PCR multiplex, na qual são incluídos pares de oligonucleotídeos para múltiplos segmentos gênicos que são amplificados simultaneamente.
Atualmente, estão disponíveis kits comerciais para a realização de PCR multiplex com alvos STR. Dois deles são o PowerPlex® 16 kit (Promega) e o AmpFISTR®IdentifilerTM kit (AppliedBiosystems), que amplificam 16 STR simultaneamente usando oligonucleotídeos marcados com fluorescências de diferentes cores. Após a amplificação, as amostras são submetidas à eletroforese em gel de acrilamida ou capilar para separação dos fragmentos de acordo com o tamanho molecular. Os equipamentos mais utilizados hoje em dia são os sequenciadores automáticos ABI 3130 e ABI3500, que possibilitam detecção de fluorescência multicolor.
Na prática, o resultado dessa análise para cada STR é representado por bandas relativas aos dois alelos daquele locus onde um dos alelos do filho necessariamente tem que ser igual ao da mãe e o outro igual ao do pai biológico (fig 2). 
Por fim, a comparação destes perfis deve ser acompanhada de análise estatística para estabelecer a probabilidade de vínculo biológico.

## Cálculos de paternidade

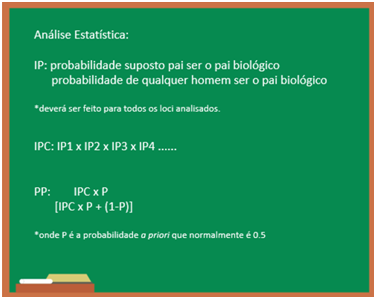
Figura 3: esquema dos cálculos realizados para análise estatística dos resultados obtidos pelo teste de paternidade.

Para alcançar um resultado confiável, é necessário realizar uma análise estatística. O índice de paternidade (IP) resume a informação fornecida pelo exame. Nesse índice, é calculada a probabilidade do suposto pai ser o pai biológico da criança, contra a probabilidade de qualquer outro indivíduo ser o pai. Para tal, considera-se que, em uma população em equilíbrio de Hardy-Weinberg, a probabilidade de que um homem qualquer transmita um alelo específico para a criança em questão é igual à frequência deste alelo na população.
O cálculo do IP deve ser realizado para cada um dos loci utilizados individualmente. O produto dos IPs estudados irá gerar o Índice de Paternidade Cumulativo (IPC). O IPC indica se a hipótese de que o suposto pai é o pai biológico está mais próxima de ser verdade do que a hipótese de que qualquer outro homem o seja.
Como é desejado que esse suposto pai possua todos os marcadores, o resultado do cálculo combinado é colocado em uma fórmula para calcular a probabilidade dessa paternidade. A probabilidade de paternidade (PP) indica o quanto o teste será confiável. Essa análise é baseada no Teorema de Bayes, utilizando cálculo de probabilidade a posteriori, e baseada nos perfis alélicos observados para a mãe, para a criança e para o suposto pai.  

## Teste de paternidade com suposto pai falecido
Os testes de paternidade também podem ser realizados quando o suposto pai é falecido, neste caso, analisa-se o material genético de seus parentes próximos como pais, irmãos e outros filhos legítimos visando reconstruir o perfil genético do suposto pai. Porém, este processo pode sofrer limitações por escassez de indivíduos para análise, ocasionada tanto por falecimento, por ausência no país ou ainda por estes não desejarem fazer o teste. Caso não existam parentes próximos suficientes ou ainda se os testes com estes não obtiverem probabilidades aceitáveis de paternidade, torna-se necessário a exumação do corpo do suposto pai.
O material genético está presente em todas as células do nosso corpo, podendo ser extraído do sangue, sêmen, saliva, pelos, cabelos, pele, urina, secreções nasais e restos humanos. Em indivíduos falecidos há poucos dias, pode-se extrair material dos bulbos capilares ou do sangue conseguido através da pulsão das veias ou do próprio coração. Se o falecimento ocorreu em menos de quatro semanas, o material pode ser extraído do músculo esquelético.  Se o tempo de falecimento for maior do que quatro semanas, o material analisado deve ser dos ossos (fêmur) ou dos dentes (molares e pré-molares), estes últimos são os melhores no caso de morte por fogo, pois a raiz dentária fica protegida pela estrutura do dente.
Os STRs do cromossomo Y também são bastante utilizados em identificação humana por DNA, pois têm características especiais que os tornam muito importantes,principalmente na investigação de paternidade. Por não haver recombinação durante a meiose, devido à falta de cromossomos homólogos, todos os membros do sexo masculino de uma mesma família possuem os mesmos alelos, que são herdados em blocos; a esse tipo de herança chamamos de herança haplotípica, e ao conjunto de alelos, chamamos haplótipos. Dessa forma, os STRs do cromossomo Y de um filho (do sexo masculino) será sempre igual à de seu pai, avô e tios.

## Banco de dados de DNA
O primeiro banco de dados de DNA foi criado na Inglaterra nos anos 1990. No entanto, nos últimos anos, a grande expansão da biologia molecular e da bioinformática tem contribuído para o desenvolvimento de inúmeros bancos de dados de DNA no mundo todo. A criação desses bancos, atualmente, é uma tendência mundial. A princípio, a criação dos bancos se deu principalmente para contribuir com a polícia no esclarecimento de crimes cometidos, uma vez que evidências de DNA podem acusar ou inocentar um indivíduo de ter cometido um crime, tornando-se, assim, uma ferramenta utilizada nos tribunais.
No entanto, a importância dos bancos de dados de DNA vai além dos limites dos tribunais, sendo amplamente utilizada na busca por pessoas desaparecidas e também por biólogos moleculares e geneticistas para pesquisas e diagnósticos diversos, tais como doenças genéticas e testes de paternidade.
Diversos bancos de dados de interesse forense contendo frequências alélicas de várias populações vêm sendo criados nos últimos anos, tais como o Banco de DNA Mitocondrial, Banco dos Cromossomos autossômicos, do cromossomo Y e o Banco do Cromossomo X. Eles podem ser utilizados em práticas forenses, estudos antropológicos e evolutivos, além de outras pesquisas genéticas. Nesses bancos é possível encontrar vários dados de um marcador, como localizações físicas e genéticas, estruturas de repetição, nomenclaturas alélicas, taxas de mutações e alguns dados populacionais.
Quando se tem o objetivo de identificar um indivíduo, esses bancos são procurados para a obtenção de informações sobre as frequências alélicas dos marcadores utilizados para realização de análises específicas sobre a população alvo do estudo, bem como para cálculos dos parâmetros estatísticos.

## Questões legais

### Por país

#### Alemanha
De acordo com a Lei de Diagnóstico de Genes de 2009, o teste de paternidade secreto é ilegal na Alemanha. Qualquer teste de paternidade deve ser conduzido por um médico licenciado ou por um especialista com um diploma universitário em ciências e educação especial em testes de parentesco, e o laboratório que realiza o teste genético deve ser credenciado de acordo com o ISO/IEC 17025. O consentimento completo e informado de ambos os pais é obrigatório, e o teste de paternidade pré-natal é proibido, com exceção de casos de abuso sexual e estupro. Qualquer teste genético feito sem o consentimento do outro progenitor é punível com multa de € 5.000. Desde uma emenda ao Código Civil alemão em 2005, qualquer homem que conteste a paternidade não mais rompe automaticamente os direitos e obrigações legais para com a criança.

#### Austrália
Os testes de parentesco de DNA estão amplamente disponíveis na Internet, no entanto, eles não possuem finalidade legal e são chamados de peace-of-mind parentage tests (em inglês, testes de parentesco de paz-de-espírito). Para que um teste de parentesco (paternidade ou maternidade) seja admissível para fins legais na Austrália, como para alterar uma certidão de nascimento, processos do Tribunal de Direito da Família, pedidos de visto ou cidadania ou pedidos de pensão alimentícia, o processo deve cumprir os Regulamentos do Direito da Família de 1984 (Family Law Regulations 1984). Além disso, o laboratório que processa as amostras deve ser credenciado pela National Association of Testing Authorities (NATA).

#### Brasil
Testes de DNA são legais e estão amplamente disponíveis no Brasil. De acordo com o Artigo 1601, Capítulo II, do Código Civil Brasileiro, o marido possui "o direito de contestar a paternidade dos filhos nascidos de sua mulher”. Em coletas judiciais, a marcação de um teste de DNA é feita durante uma audiência com um juiz ou por meio de um ofício enviado ao laboratório. Se algum dos envolvidos não comparece à coleta, a mesma não deverá ser realizada e o ocorrido deve ser comunicado ao juiz. Coletas em que as partes comparecem separadas podem ser permitidas em situações específicas, desde que sejam previamente autorizadas pelo laboratório.
Em abril de 2021, uma nova lei sancionada pelo presidente Jair Bolsonaro permite fazer exame de DNA em parentes consanguíneos para comprovar suspeita de paternidade quando o suposto pai biológico estiver morto ou sem paradeiro conhecido.

#### Canadá
Kits pessoais de teste de paternidade estão disponíveis. O Conselho de Padrões do Canadá (Standards Council of Canada) regula os testes de paternidade no Canadá, por meio dos quais os laboratórios são aprovados pelo ISO 17025. No Canadá, apenas alguns laboratórios têm essa aprovação e é recomendado que os testes sejam realizados nesses laboratórios. Os tribunais também têm o poder de solicitar testes de paternidade durante os casos de divórcio.

#### Espanha
Na Espanha, os testes de paternidade sem finalidade legal são um "grande negócio", em parte devido à proibição francesa dos testes de paternidade, com muitas empresas de testes genéticos sediadas na Espanha.

#### Estados Unidos
Nos Estados Unidos, o teste de paternidade é totalmente legal, e os pais podem testar seus filhos sem o consentimento ou conhecimento da mãe. Kits de teste de paternidade para levar para casa estão prontamente disponíveis para compra, embora seus resultados não sejam admissíveis em tribunal e sejam apenas para conhecimento pessoal.
Apenas um teste de paternidade ordenado por um tribunal pode ser usado como prova em processos judiciais. Se o teste dos pais estiver sendo enviado para fins legais, incluindo imigração, o teste deve ser solicitado por meio de um laboratório que tenha acreditação da Associação para o Avanço do Sangue e Bioterapias (AABB, na sigla em inglês) para teste de DNA.
As implicações legais de um teste de resultado de parentesco variam em cada estado e de acordo com o fato de os supostos pais serem solteiros ou casados. Se um teste de parentesco não atender aos padrões forenses para o estado em questão, um teste ordenado pelo tribunal pode ser exigido para que os resultados do teste sejam admissíveis para fins legais. Para pais solteiros, se um dos pais está atualmente recebendo pensão alimentícia ou custódia, mas o teste de DNA posteriormente prova que o homem não é o pai, automaticamente o pai deixa de sustentar o filho. No entanto, em muitos estados, esse teste deve ser realizado durante uma janela estreita de tempo, se um formulário de reconhecimento voluntário de parentesco já foi assinado pelo pai putativo; caso contrário, os resultados do teste podem ser desconsiderados por lei e, em muitos casos, um homem pode ser obrigado a pagar pensão alimentícia, embora a criança não seja biologicamente aparentada. Em alguns estados, se a mãe está recebendo a pensão alimentícia, esse suposto pai tem o direito de entrar com uma ação judicial para recuperar o dinheiro que perdeu com o pagamento da pensão. A partir de 2011, na maioria dos estados, os pais solteiros confrontados com um reconhecimento voluntário do formulário de parentesco são informados sobre a possibilidade e o direito de solicitar um teste de paternidade de DNA. Se o teste for recusado pela mãe, o pai pode não ser obrigado a assinar a certidão de nascimento ou o formulário de reconhecimento voluntário de parentesco da criança. Para pais casados, presume-se que o marido da mãe seja o pai da criança. Mas, na maioria dos estados, essa presunção pode ser derrubada pela aplicação de um teste de paternidade forense; em muitos estados, o tempo para derrubar essa presunção pode ser limitado aos primeiros anos de vida da criança.[carece de fontes?]

#### França
O teste de paternidade de DNA somente pode ser realizado na França por decisão de um juiz no caso de um procedimento judiciário para estabelecer ou contestar a paternidade ou para obter ou negar pensão alimentícia. O teste de paternidade de DNA privado é ilegal segundo a legislação francesa, mesmo se realizado em laboratórios de outros países, e pode ser punido com até um ano de prisão e multa de € 15.000. O Conselho de Estado francês descreve o objetivo da lei como a manutenção do "regime francês de filiação" e a preservação da "paz das famílias".